# Reaktionsbildning
Reaktionsbildning är inom psykologin en form av hämning och försvarsmekanism som innebär att man förhåller sig till ett ångestskapande stimuli på ett motsatt och överdrivet sätt (hypertrofi). Detta kan innebära att någon blir sexuellt attraherad av personen som den hatar, eller lustfyllt söker sig till det skrämmande.
Sigmund Freud härledde reaktionsbildningen till den konkurrenssituation som finns mellan syskon, som han menade var den psykologiska grunden till syskonkärlek, genom reaktionsbildning. Till reaktionsbildning förs också behagssjuka, som psykoanalysen anser vara en bortträngd aggression, och manier.  Med reaktionsbildning kan också avses att någon har två motstridiga känslor, där den ena känslan förtrycks genom att man omedvetet förstärker den andra.